# Montreal Canadiens

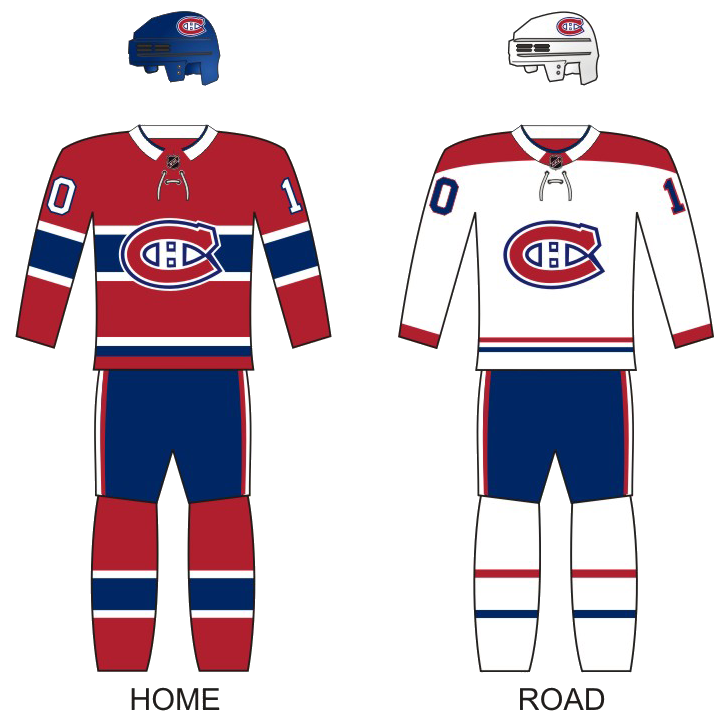
Uniforms

Montreal Canadiens (franc. Canadiens de Montréal) – kanadyjski klub hokejowy z siedzibą w Montrealu (prowincja Quebec, Kanada). Występuje w lidze NHL.
Canadiens zdobyli więcej razy Puchar Stanleya niż wszystkie inne drużyny NHL. Udało im się to osiągnąć 24 razy (pierwszy tytuł zdobyty w 1916 zdobyli jeszcze zanim powstała liga NHL). Montreal rozgrywa mecze u siebie w hali Centre Bell, która do 2003 nosiła nazwę Molson Centre. Puchar zdobyty w 1993 był ostatnim zwycięstwem w lidze NHL odniesionym przez drużynę kanadyjską.
Zespół posiada afiliacje w postaci klubów farmerskich w niższych ligach. Tę funkcję pełnią Hamilton Bulldogs w lidze AHL i Wheeling Nailers w rozgrywkach ECHL.

## Historia
Klub został założony w 1909, osiem lat przed założeniem NHL i jest najstarszym klubem w lidze.

### 1910–1917: Przed NHL
Canadiens zostali założeni 4 grudnia 1909 i byli jednymi z pomysłodawców ligi National Hockey Association (NHA). Klub w tamtym okresie grał pod nazwą Les Canadiens. Swój pierwszy mecz rozegrali 5 stycznia 1910, a ich trenerem był Jack Laviolette.

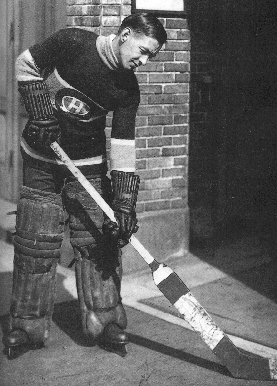
Georges Vézina, Bramkarz Canadiens od 1910 do 1925

Sezon 1914-1915 był pierwszym, kiedy Canadiens zaczęli grać w swoich czerwonych bluzach z niebieskim paskiem pośrodku i czerwoną literą C na środku bluzy. Jedyną różnica pomiędzy tamtymi strojami a obecnymi jest to, iż wtedy w literze C znajdowała się litera A, a teraz jest litera H. W sezonie 1915-1916 Canadiens pokonali w finale rozgrywek Portland Rosebuds i zdobyli swój pierwszy Puchar Stanleya.

### 1917–1932: Wczesne lata NHL
W 1917 Canadiens i cztery inne drużyny NHA utworzyły ligę NHL. Liga została utworzona z powodu sporów z właścicielem Toronto Blueshirts Eddim Livingstonem. Właściciel klubu George Kennedy i jako sojusznicy chcieli pozbyć się Livingstona z ligi, lecz by uniknąć rozprawy sądowej woleli utworzyć własną ligę. Kennedy pożyczył pieniądze Tommiemu Gormanowi, aby ten założył klub Ottawa Senators. W czasie sezonu 1917-1918 Joe Malone strzelił 44 bramek co pozostało rekordem na następne 27 lat. 18 lutego 1918 bramkarz Georges Vezina zaliczył pierwszy shutout w lidze w meczu przeciwko Toronto Arenas wygranym 9-0. Wygrali sezon regularny, awansując do play-offów, lecz przegrali w nich w meczach z Toronto. Toronto zmieniło w późniejszych latach nazwę na Toronto Maple Leafs.
Rok później zmierzyli się z Seattle w finale 1918-1919. Tragicznie w momencie gdy stan finałów wynosił 2-2 gracze obu drużyn zarazili się grypą. W dniu decydującego starcia prawie wszyscy gracze Montrealu znajdowali się w szpitalu. Kennedy nie potrafił znaleźć zastępców. Ostatni mecz został odwołany i Kennedy zaoferował puchar Seattle Metropolitans, jednakże trener tej drużyny Pete Muldoon uznał, że zwycięstwo w takich warunkach jest niesprawiedliwe. W rezultacie tego sezon 1918-1919 jest uznawany za nierozstrzygnięty. Canadiens mieli sporo problemów po sezonie. Grający trener Newsy Lalonde był chory przez miesiąc, a napastnik Joe Hall zmarł pięć dni po finałach. Drużyna straciła też swoją gwiazdę Joe Malona, który był wypożyczony z Quebec Bulldogs. Kennedy zmarł w 1921, nigdy nie wyleczywszy się z grypy. Wdowa po nim sprzedała drużynę Leo Dandurandowi, byłemu graczu Josephowi Cattarinich i Louisowi A. Letrourneau.
W sezonie 1923-1924 z debiutantem Howie Morenz, który dołączył do Aurel Joliat i Billy’ego Bouchera, Canadiens raz jeszcze zdobyli puchar pokonując w play-offach Calgary Tigers i Vancouver Millionaires. W sezonie 1924-1925 Montreal przegrał z drużyną Victoria Cougars, która obecnie nosi nazwę Detroit Red Wings. Klub stracił Vezina, który zmarł z powodu wirusa w 1925. W następnym sezonie Canadiens podpisało kontrakt z George Hainsworth, który zdobył utworzony w tym samym roku Puchar Vezina. Puchar ten otrzymuje bramkarz, który wpuści najmniejszą liczbę bramek w sezonie. Hainsworth zdobywał ten pucharu przez najbliższe kilka lat.
W sezonach (1929-1930) i (1930-1931) Montreal zdobywał mistrzostwa pokonując w finale drużyny, które były najlepsze po sezonie zasadniczym. W pierwszym przypadku pokonali Boston Bruins, natomiast w drugim wygrali z Chicago Blackhawks.

### 1932–1967: Śmierć Morenza i Oryginalnej Szóstki
Gwiazdy Canadiens (Morenz and Joliat) zawodziły we wczesnych latach trzydziestych, a klub miał najgorszy wynik w lidze w sezonie 1935-1936. W wyniku takiego słabego osiągnięcia władze NHL dały Montrealowi prawo do wszystkich francuskich Kanadyjczyków grających w lidze na dwa lata. W sezonie 1936-1937 klub miał drugi wynik lidze, lecz wynik ten zszedł na drugi plan w wyniku śmierci Morenza, która miała miejsce 8 marca 1937. Zawodnik ten miał w chwili śmierci tylko 34 lata. Śmierć spowodowana była uderzeniem zawodnika kijem w nogę przez Earla Seiberta z drużyny Chicago Blackhawks, w meczu który miał miejsce 28 stycznia 1975. Atak ten doprowadził u zawodnika do ataku apopleksji a w efekcie do śmierci.

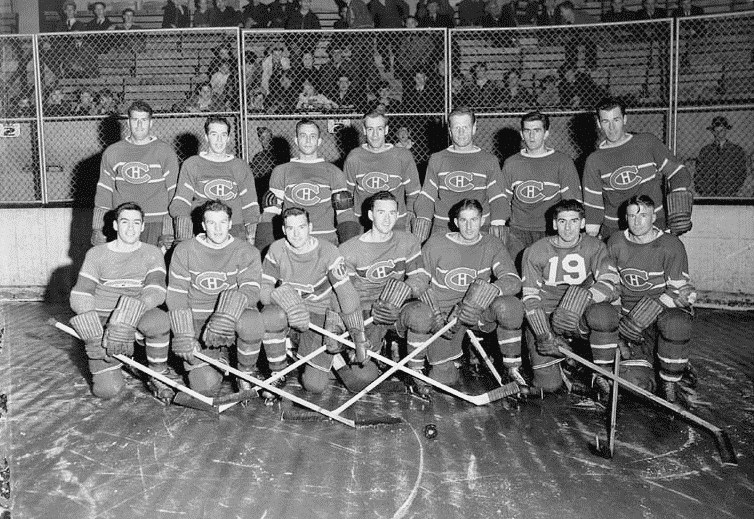
Montreal Canadiens (1942)

Canadiens jeszcze raz ugrzęźli w miernocie na kolejne kilka sezonów. Najsłabszy wynik klub osiągnął w sezonie 1939-1940, kiedy to odniósł tylko 10 zwycięstw w sezonie, co jest najgorszym wynikiem Montralu w historii. Wyniki te prowadziły do plotek, że Montreal Canadiens mogą przestać istnieć. Niespodziewany ratunek nadszedł od właściciela Toronto Conn Smythe. Smythe uważał iż liga może nie przetrwać bez jednego ze swoich założycieli. Przekonał właścicieli Canadiens, żeby zatrudnili trenera Toronto Dicka Irvina, który doprowadził jego drużynę do sześciu finałów w ostatnich ośmiu sezonach.
Irvinowi nie zabrało dużo czasu by poprawić wyniki Canadians. Jego praca zaczęła przynosić owoce, gdy utworzył linię z trójki zawodników. Linię tę tworzyli Maurice „Rocket” Richard, Toe Blake and Elmer Lach. Montreal zdobył ponownie mistrzostwo w sezonie 1943-1944 przegrywając tylko pięć meczów w sezonie zasadniczym. Richard udowodnił, że nie jest „mały, słabowity i zbyt kruchy jak na warunki NHL”, jak powiedział o nim menadżer Tommy Gorman po sezonie 1942-1943. Richard był, tak samo jak Morenz, znakomitym strzelcem i gracze grającym bardzo ostro. Richard został pierwszym graczem w historii NHL, który zdobył w karierze 1000 minut karnych.
W sezonie 1944-45 Richard przeszedł do historii ligi NHL jako pierwszy gracz, który w sezonie zasadniczym zdobył 50 bramek. Pomimo tego Canadiens przegrali w półfinale play-off z Toronto Maple Leafs. Rok później Montreal zdobył po raz szósty Puchar Stanleya. Mimo że w sezonie 1946-1947 Rocket Richard zdobył Hart Memorial Trophy i został uznany za MVP ligi NHL Montreal przegrał w finale ligi z odwiecznym rywalem z Toronto.
W 1957, bracia Tom i Hartland Molson kupili drużynę. Lata pięćdziesiąte były dekadą pełną sukcesów dla Montrealu, a przez wielu drużyna z tego okresu uważana jest za najlepszą w historii NHL. Pomiędzy sezonami 1950-1951 i 1959-1960 Canadiens dochodzili corocznie do finału NHL, wygrywając go sześciokrotnie (w tym rekordowo pięć razy z rzędu, pomiędzy 1955-1956 i 1959-1960). Toe Blake zastąpił Irvina na stanowisku trenera w 1955 i wprowadził do ligi wielu świetnych graczy jak Jean Beliveau, Dickie „Digger” Moore, Doug Harvey, Bernie „Boom Boom” Geoffrion, bramkarz Jacques Plante (który jako pierwszy nosił maskę w meczu. Miało to miejsce 1 listopada 1959 w meczu przeciwko New York Rangers).
Mieszkańcy Montrealu zakochali się w tym okresie w drużynie Canadiens. 13 marca 1955 w czasie sezonu 1954-1955 Richard został zawieszony do końca sezonu za obrażenie oficjela po meczu z Boston Bruins. Mieszkańcy Montrealu wyszli na ulicę 17 marca 1955 w czasie meczu decydującego o mistrzostwie z Detroit Red Wings, powodując zniszczenia liczone w milionach dolarów. Canadiens musieli poddać mecz i przegrać finał z Detroit. W 1956 klub utworzył klub patronacki w Peterborough, który obecnie nosi nazwę Peterborough Petes i gra w lidze Ontario Hockey League.
Pomimo tego, że Richard zakończył karierę w 1960, Canadiens mogli wygrać po raz szósty z rzędu, lecz zostali wyeliminowani w półfinale play-off przez Chicago Blackhawks, które zdobyło puchar w tym sezonie dzięki znakomitemu skrzydłowemu Bobby'emu Hullowi. Canadiens odpadali następnie we wczesnych fazach play-off dopóki nie zdobyli ponownie pucharu w sezonie 1964-1965 (kiedy debiutował w drużynie Yvan Cournoyer) i powtórzyli to osiągnięcie rok później.

### 1967–1986: Era rozrostu
Rok 1967 był bardzo ważny dla Kanady, a w szczególności dla Montrealu. W roku tym Montreal gościł wystawę EXPO, a hokeiści Canadiens obiecali zdobyć Puchar Stanleya. W finale spotkali się z Toronto. Montreal był faworytem tego pojedynku, szczególnie iż w bramce Toronto stało dwóch ponad 30 letnich bramkarzy Terry Sawchuk i Johnny Bower. Jednakże Maple Leafs wygrali i zamiast cieszyć się z pucharu musieli oglądać paradę w Toronto.
Od tego czasu Toronto już nigdy nie awansowało do finału, a od czasu rozrostu ligi w sezonie 1967-1968 Montreal dwukrotnie pokonał St. Louis Blues w finałach rozgrywek. Canadiens nie awansowali do play-off w sezonie 1969-1970 w ostatnim dniu regularnego sezonu. Przed ostatnią kolejką Canadiens mieli dwa punkty przewagi nad New York Rangers i większą liczbę strzelonych goli 242 do 237. Jako pierwsi w ostatniej kolejce grali Rangers. Mecz przeciwko Detroit Red Wings Rangers wygrali 9-5 co doprowadziło do prowadzenia z Montrealem w strzelonych bramkach 246 do 242. W ostatnim swoim meczu Canadiens, aby awansować do play-off musieli strzelić 5 lub więcej bramek. W meczu przeciwko Chicago trener Montrealu Claude Ruel wycofał bramkarza osiem minut przed końcem spotkania kiedy to Chicago prowadziło 5-2. Chicago strzeliło 5 kolejnych bramek, natomiast Montrealowi nie udało się strzelić już żadnej bramki. Ponieważ Toronto także nie awansowało do play-off sezon ten był jedynym w historii NHL kiedy to w rozgrywkach play-off nie było żadnego klubu z Kanady.
Montreal szybko wrócił do wygrywania zdobywając Puchar w sezonie 1970-1971 pokonując w finale Chicago. W sezonie tym w bramce Canadiens debiutował Ken Dryden osiągając znakomity wynik tylko 2 puszczonych bramek na mecz. W sezonie 1973-1974 Canadiens przegrali w pierwszej rundzie play-off z Rangersami. Rok później Montreal zdobył mistrzostwo dywizji (pierwsze z ośmiu z rzędu), lecz przegrał w półfinale play-off z Buffalo Sabres. Po sezonie karierę zakończył Henri Richard kończąc serię 33 sezonów z rzędu kiedy to w składzie Canadiens znajdował się Richard.
W sezonie 1975-1976, pod wodzą trenera Scottiego Bowmana, Montreal ponownie zdobył Puchar pokonując w finale Philadelphia Flyers niwecząc nadzieję Philadelphi na trzeci triumf z rzędu. Liderem drużyny był Guy Lafleur, który zdobył ponad 50 bramek i miał ponad 100 punktów w sezonie. Ważnymi zawodnikami byli także Pete Mahovlich, Steve Shutt, Serge Savard, Guy Lapointe i Larry Robinson. W sezonie 1976-1977 Canadiens ustanowiło rekord przegrywając tylko 8 meczów w sezonie regularnym, który składał się z ponad 80 meczów. Canadiens zdobyli Puchar Stanleya trzy razy z rzędu w końcówce lat siedemdziesiątych. Bowman odszedł z drużyny po czwartym zwycięstwie z rzędu.
Canadiens prawie uniemożliwili na podpisanie umowy pomiędzy NHL i WHA, na mocy której cztery drużyny WHA – Hartford Whalers (obecnie Carolina Hurricanes), Edmonton Oilers, Quebec Nordiques (obecnie Colorado Avalanche) i Winnipeg Jets (obecnie Phoenix Coyotes) – miały dołączyć do NHL. Canadiens, razem z dwoma innymi drużynami z Kanady (Toronto i Vancouver Canucks) nie chcieli dzielić się prawami telewizyjnymi z nowymi drużynami. Jednakże kiedy plotka wyszła na jaw, mieszkańcy z miast drużyn kandydatów zagrozili bojkotem produktów sponsorów Montrealu. Sytuacja ta doprowadziła do tego iż Canadiens zgodzili się na powiększenie ligi.
Większość gwiazd Canadiens zakończyło lub zostało sprzedanych we wczesnych latach osiemdziesiątych (największe straty to Bob Gainey, Robinson i Lafleur). Jednakże udało im się pozyskać szwedzką gwiazdę Matsa Naslunda i Guy Carbonneau. W sezonie 1985-1986 jeszcze raz mieli najlepszego bramkarza w lidze Patricka Roy i znakomitego zawodnika Chrisa Cheliosa. Zawodnicy ci pomogli zdobyć jedyny puchar w tej dekadzie pokonując w finale Calgary Flames.

### Od 1986
Montreal Canadiens zdobyli 24, a zarazem ostatni, Puchar Stanleya w sezonie 1992-1993, wygrywając w finale z Los Angeles Kings. W tych play-offach Canadiens ustanowili rekord NHL w rozegranych dogrywek z rzędu (rekord ten wynosi 10 meczów). Wyrównali także rekord NHL w liczbie wygranych meczów z rzędu w play-offach, wygrywając 11 meczów z rzędu (współrekordzistami są Pittsburgh Penguins i Chicago Blackhawks).
W sezonie 1994-1995 Canadiens nie awansowali do play-offów po raz pierwszy od 25 lat i po raz trzeci od 54 lat. W grudniu 1994 Montreal przegrał u siebie z Detroit Red Wings 1-11. Ówczesny trener zespołu Mario Tremblay postanowił wycofać z bramki Patricka Roy, kiedy ten przepuścił dziewięć bramek, pomimo tego iż bramkarz prosił go, aby tego nie robił. Po tym jak Roy został wycofany z bramki podszedł do właściciela drużyny Ronalda Coreya i powiedział „To był mój ostatni mecz w barwach Montreal Canadiens”. Został sprzedany do późniejszych zdobywców Pucharu Stanleya Colorado Avalanche razem z Mikiem Keane’em w zamian za Jocelyna Thibaulta, Andrei Kovalenkę i Martina Rucinskiego.
11 marca 1996 Canadiens pokonali Dallas Stars 4-1 w ostatnim meczu rozegranym w hali Forum de Montréal. Ostatnią bramkę strzelił Andriej Kowalenko. Dallas zostali wybrani na przeciwnika w ostatnim meczu w tej hali, ponieważ ich kapitan Guy Carbonneau i menadżer Bob Gainey byli byłymi kapitanami Montrealu. Po meczu odbyła się ceremonia zamknięcia, w której brali udział wszyscy żyjący trenerzy Canadiens, nosząc bluzy z datami, kiedy byli kapitanami. Kapitanowie przekazywali sobie pochodnię od najstarszego do najmłodszego: Butch Bouchard – Maurice Richard – Jean Beliveau – Henri Richard – Yvan Cournoyer – Serge Savard – Gainey – Carbonneau – aż do Pierre’a Turgeona – aktualnego w tym okresie kapitana (trójka żyjących kapitanów nie mogła wziąć udziału w tej imprezie, ponieważ byli aktywnymi graczami innych drużyn. Byli to Mike Keane z Avalanche, Kirk Muller z New York Islanders i Chris Chelios z Chicago Blackhawks).
Drużyna przeniosła się do nowej hali Molson Centre (od sezonu 2003-2004 Bell Centre), wygrywając w pierwszym meczu z New York Rangers 4-2. Jednakże Canadiens nie awansowali do play-offów przez trzy kolejne sezony od 1998-1999 do 2000-2001. W efekcie tych wyników pojawiły się plotki na temat przenosin drużyny do innego miasta, w szczególności kiedy jedynym zainteresowanym kupnem drużyny był amerykański inwestor George N. Gillett Jr. Kiedy nie zgłosił się żaden inwestor z Kanady, władze NHL zgodziły się, aby Gillet kupił drużynę. Jednocześnie obiecał, że nie przeniesie drużyny z Montrealu do 2021.
Jesienią 2001 ogłoszono, że Saku Koivu, który był w drużynie od sezonu 1995-1996, ma raka i opuści drużynę do końca sezonu, jednakże powrócił do gry i zdobył Bill Masterton Memorial Trophy. Dzięki jego grze, a także zaskakującą dobrą postawą bramkarza Jose Theodore, który zdobył Roger Crozier Saving Grace Award, Hart Trophy i Vezina Trophy w tym sezonie, Montreal awansował w sezonie 2001-2002 do play-off z ostatniego miejsca. Pokonali Boston Bruins w pierwszej rundzie, ale odpadli w następnej po porażce z Carolina Hurricanes.
22 listopada 2003 Canadiens brali udział w pierwszym meczu w historii NHL na otwartym stadionie. Montreal wygrał z Edmonton Oilers 4-3, na trybunach znajdowało się ponad 55 tys. kibiców, co jest rekordem NHL. Canadiens zajęli 7 miejsce w sezonie regularnym i awansowali do fazy play-off. W pierwszej rundzie zmierzyli się, rekordowo po 30, z Boston Bruins. Przegrywali już w serii 3-1, ale udało im się powrócić, wygrywając resztę spotkań i awansując do następnej rundy. W następnej rundzie Montreal łatwo przegrał z późniejszym zdobywcą Pucharu Stanleya Tampa Bay Lightning.
13 stycznia 2006 Claude Julien został zwolniony z funkcji trenera, a zastąpił go menadżer Bob Gainey. Później w tym sezonie podstawowy bramkarz Jose Theodore został sprzedany do Colorado Avalanche w zamian za Davida Aebischera. Canadiens ledwo awansowali do play-off, gdzie przegrali z późniejszymi mistrzami Carolina Hurricanes.
W sezonie 2006-2007 Guy Carbonneau został nowym trenerem drużyny.

## Sukcesy
- Puchar Stanleya (24 razy): 1916, 1924, 1930, 1931, 1944, 1946, 1953, 1956, 1957, 1958, 1959, 1960, 1965, 1966, 1968, 1969, 1971, 1973, 1976, 1977, 1978, 1979, 1986, 1993
- Mistrzostwo Konferencji (8 razy): 1976, 1977, 1978, 1979, 1981, 1986, 1989, 1993
- Mistrzostwo Dywizji (25 razy): 1928, 1929, 1930, 1931, 1932, 1937, 1968, 1969, 1973, 1975, 1976, 1977, 1978, 1979, 1980, 1981, 1982, 1985, 1988, 1989, 1992, 2008, 2013, 2015, 2017
- Prince of Wales Trophy (25 razy): 1924, 1925, 1944, 1945, 1946, 1947, 1956, 1958, 1959, 1960, 1961, 1962, 1964, 1966, 1968, 1969, 1973, 1976, 1977, 1978, 1979, 1981, 1986, 1989, 1993

## Sezon po sezonie
| Ostatnie sezony | Ostatnie sezony | Ostatnie sezony | Ostatnie sezony | Ostatnie sezony | Ostatnie sezony | Ostatnie sezony | Ostatnie sezony | Ostatnie sezony | Ostatnie sezony | Ostatnie sezony | Ostatnie sezony | Ostatnie sezony | Ostatnie sezony         |
| Sezon           | Konferencja     | Miejsce         | Dywizja         | Miejsce         | Mecze           | Z               | P               | R               | PK              | Pkt             | ZB              | SB              | Wyniki play-off         |
| --------------- | --------------- | --------------- | --------------- | --------------- | --------------- | --------------- | --------------- | --------------- | --------------- | --------------- | --------------- | --------------- | ----------------------- |
|                 |                 |                 |                 |                 |                 |                 |                 |                 |                 |                 |                 |                 |                         |
| 2019–20         | Wschodnia       | 12              | Atlantycka      | 5               | 711             | 31              | 31              | —               | 9               | 71              | 212             | 221             | Porażka z Flyers 2-4    |
|                 |                 |                 |                 |                 |                 |                 |                 |                 |                 |                 |                 |                 |                         |
| 2018–19         | Wschodnia       | 9               | Atlantycka      | 4               | 82              | 44              | 30              | —               | 8               | 96              | 249             | 236             | Nie zakwalifikowała się |
|                 |                 |                 |                 |                 |                 |                 |                 |                 |                 |                 |                 |                 |                         |
| 2017–18         | Wschodnia       | 14              | Atlantycka      | 6               | 82              | 29              | 40              | —               | 13              | 71              | 209             | 264             | Nie zakwalifikowała się |
|                 |                 |                 |                 |                 |                 |                 |                 |                 |                 |                 |                 |                 |                         |
| 2016–17         | Wschodnia       | 4               | Atlantycka      | 1               | 82              | 47              | 26              | —               | 9               | 103             | 226             | 200             | Porażka z Rangers 2-4   |
|                 |                 |                 |                 |                 |                 |                 |                 |                 |                 |                 |                 |                 |                         |
| 2015–16         | Wschodnia       | 13              | Atlantycka      | 6               | 82              | 38              | 38              | —               | 6               | 82              | 221             | 236             | Nie zakwalifikowała się |

| Sezony od 2010/2011 do 2014/2015 | Sezony od 2010/2011 do 2014/2015 | Sezony od 2010/2011 do 2014/2015 | Sezony od 2010/2011 do 2014/2015 | Sezony od 2010/2011 do 2014/2015 | Sezony od 2010/2011 do 2014/2015 | Sezony od 2010/2011 do 2014/2015 | Sezony od 2010/2011 do 2014/2015 | Sezony od 2010/2011 do 2014/2015 | Sezony od 2010/2011 do 2014/2015 | Sezony od 2010/2011 do 2014/2015 | Sezony od 2010/2011 do 2014/2015 | Sezony od 2010/2011 do 2014/2015 | Sezony od 2010/2011 do 2014/2015                                         |
| Sezon                            | Konferencja                      | Miejsce                          | Dywizja                          | Miejsce                          | Mecze                            | Z                                | P                                | R                                | PK                               | Pkt                              | ZB                               | SB                               | Wyniki play-off                                                          |
| -------------------------------- | -------------------------------- | -------------------------------- | -------------------------------- | -------------------------------- | -------------------------------- | -------------------------------- | -------------------------------- | -------------------------------- | -------------------------------- | -------------------------------- | -------------------------------- | -------------------------------- | ------------------------------------------------------------------------ |
|                                  |                                  |                                  |                                  |                                  |                                  |                                  |                                  |                                  |                                  |                                  |                                  |                                  |                                                                          |
| 2014–15                          | Wschodnia                        | 2                                | Atlantycka                       | 1                                | 82                               | 50                               | 22                               | —                                | 10                               | 110                              | 221                              | 189                              | Zwycięstwo z Senators 4-2 Porażka z Lightning 2-4                        |
|                                  |                                  |                                  |                                  |                                  |                                  |                                  |                                  |                                  |                                  |                                  |                                  |                                  |                                                                          |
| 2013–14                          | Wschodnia                        | 4                                | Atlantycka                       | 3                                | 82                               | 46                               | 28                               | —                                | 8                                | 100                              | 215                              | 204                              | Zwycięstwo z Lightning 4-0 Zwycięstwo z Bruins 4-3 Porażka z Rangers 2-4 |
|                                  |                                  |                                  |                                  |                                  |                                  |                                  |                                  |                                  |                                  |                                  |                                  |                                  |                                                                          |
| 2012–13                          | Wschodnia                        | 2                                | Północno-wschodnia               | 1                                | 48                               | 29                               | 14                               | —                                | 5                                | 63                               | 149                              | 126                              | Porażka z Senators 1-4                                                   |
|                                  |                                  |                                  |                                  |                                  |                                  |                                  |                                  |                                  |                                  |                                  |                                  |                                  |                                                                          |
| 2011–12                          | Wschodnia                        | 15                               | Północno-wschodnia               | 5                                | 82                               | 31                               | 35                               | —                                | 16                               | 78                               | 212                              | 226                              | Nie zakwalifikowała się                                                  |
|                                  |                                  |                                  |                                  |                                  |                                  |                                  |                                  |                                  |                                  |                                  |                                  |                                  |                                                                          |
| 2010–11                          | Wschodnia                        | 6                                | Północno-wschodnia               | 2                                | 82                               | 44                               | 30                               | —                                | 8                                | 96                               | 216                              | 209                              | Porażka z Bruins 3-4                                                     |

Legenda:

Z = Zwycięstwa, P = Porażki, R = Remisy (do sezonu 2004/2005), PK = Przegrane po dogrywce lub karnych, Pkt = Punkty, ZB = Bramki zdobyte, SB = Bramki stracone
| Puchar Stanleya | Mistrz Konferencji | Mistrz Dywizji | Awans do play-off | Presidents’ Trophy |

- 1 Sezon zasadniczy ze względu na epidemię koronawirusa został przerwany a następnie zakończony. W meczach kwalifikacyjnych do playoff Montreals pokonali  Pittsburgh Penguins.

## Szkoleniowcy
| - Jean-Baptiste „Jack” Laviolette, 1909–10 - Adolphe Lecours, 1910–11 - Napoleon Dorval, 1911-13 - James Henry „Jimmy” Gardner, 1913-15 - Edouard „Newsy” Lalonde, 1915-21 - Edouard „Newsy” Lalonde i Leo Dandurand, 1921-22 - Leo Dandurand, 1922-26 - Cecil Hart, 1926-32 - Edouard „Newsy” Lalonde, 1932-34 - Edouard „Newsy” Lalonde i Leo Dandurand, 1934-35 - Sylvio Mantha, 1935-36 - Cecil Hart, 1936-38 - Cecil Hart i Jules Dugal, 1938-39 - Albert „Babe” Siebert, 1939 - Alfred „Pit” Lepine, 1939-40 - Dick Irvin, 1940-55 - Hector „Toe” Blake, 1955-68 |  | - Claude Ruel, 1968-71 - Al MacNeil, 1971 - Scotty Bowman, 1971-79 - Bernie Geoffrion, 1979 - Claude Ruel, 1979-81 - Bob Berry, 1981-84 - Jacques Lemaire, 1984-85 - Jean Perron, 1985-88 - Pat Burns, 1988-92 - Jacques Demers, 1992-95 - Mario Tremblay, 1995-97 - Alain Vigneault, 1997-00 - Michel Therrien, 2000-03 - Claude Julien, 2003-06 - Bob Gainey, 2006 (Styczeń – Maj) - Guy Carbonneau, 2006-09 - Bob Gainey, 2009 - Jacques Martin, 2009-11 - Randy Cunneyworth, od 2011 |

## Zawodnicy
| Legenda: Pos = Pozycja; GP = Liczba meczów; G = Bramki; A = Asysty; Pts = Punkty; P/G = Punkty na mecz Zaktualizowano po sezonie 2006/2007 \| Player \| Pos \| GP \| G \| A \| Pts \| P/G \| \| Guy Lafleur \| RW \| 961 \| 518 \| 728 \| 1246 \| 1.30 \| \| Jean Beliveau \| C \| 1125 \| 507 \| 712 \| 1219 \| 1.08 \| \| Henri Richard \| C \| 1256 \| 358 \| 688 \| 1046 \| .83 \| \| Maurice Richard \| RW \| 978 \| 544 \| 421 \| 965 \| .99 \| \| Larry Robinson \| D \| 1202 \| 197 \| 686 \| 883 \| .73 \| \| Yvan Cournoyer \| RW \| 968 \| 428 \| 435 \| 863 \| .89 \| \| Jacques Lemaire \| C \| 853 \| 366 \| 469 \| 835 \| .98 \| \| Steve Shutt \| LW \| 871 \| 408 \| 368 \| 776 \| .89 \| \| Bernie Geoffrion \| RW \| 766 \| 371 \| 388 \| 759 \| .99 \| \| Elmer Lach \| C \| 664 \| 215 \| 408 \| 623 \| .94 \| |     | Indywidualne rekordy W karierze Najwięcej sezonów: Henri Richard , 20 Najwięcej meczów: Henri Richard, 1256 Najwięcej bramek: Maurice Richard , 544 Najwięcej asyst: Guy Lafleur , 728 Najwięcej punktów: Guy Lafleur, 1246 (518G, 728A) Najwięcej minut karnych: Chris Nilan , 2248 Najwięcej shutotów: George Hainsworth , 75 Najwięcej meczów rozegranych z rzędu: Doug Jarvis , 560 Najwięcej Pucharów Stanleya: Henri Richard , 11 W sezonie Najwięcej bramek: Steve Shutt & Guy Lafleur , 60 (1976-77; 1977-78) Najwięcej bramek w przewadze: Yvan Cournoyer , 20 (1966-67) Najwięcej asyst: Pete Mahovlich , 82 (1974-75) Najwięcej punktów: Guy Lafleur , 136 (1976-77) Najwięcej minut karnych: Chris Nilan , 358 (1984-85) Najwięcej punktów, obrońca: Larry Robinson , 85 (1976-77) Najwięcej punktów, debiutant: Mats Naslund ; Kjell Dahlin , 71 (1982-83; 1985-86) Najwięcej zwycięstw: Jacques Plante ; Ken Dryden , 42 (1955-56 & 1961-62; 1975-76) Najwięcej shutoutów: George Hainsworth , 22 (1928-29) Najwięcej bramek, obrońca: Guy Lapointe , 28 (1974-75) |     |     |      |      |
| Player | Pos | GP | G   | A   | Pts  | P/G  |
| Guy Lafleur | RW  | 961 | 518 | 728 | 1246 | 1.30 |
| Jean Beliveau | C   | 1125 | 507 | 712 | 1219 | 1.08 |
| Henri Richard | C   | 1256 | 358 | 688 | 1046 | .83  |
| Maurice Richard | RW  | 978 | 544 | 421 | 965  | .99  |
| Larry Robinson | D   | 1202 | 197 | 686 | 883  | .73  |
| Yvan Cournoyer | RW  | 968 | 428 | 435 | 863  | .89  |
| Jacques Lemaire | C   | 853 | 366 | 469 | 835  | .98  |
| Steve Shutt | LW  | 871 | 408 | 368 | 776  | .89  |
| Bernie Geoffrion | RW  | 766 | 371 | 388 | 759  | .99  |
| Elmer Lach | C   | 664 | 215 | 408 | 623  | .94  |

### Kapitanowie
- Jack Laviolette, 1909-10
- Newsy Lalonde, 1910-11
- Jack Laviolette, 1911-12
- Newsy Lalonde, 1912-13
- Jimmy Gardner, 1913-15
- Howard McNamara, 1915-16
- Newsy Lalonde, 1916-22
- Sprague Cleghorn, 1922-25
- Billy Coutu, 1925-26
- Sylvio Mantha, 1926-32
- George Hainsworth, 1932-33
- Sylvio Mantha, 1933-36
- Albert „Babe” Siebert, 1936-39
- Walter Buswell, 1939-40
- Toe Blake, 1940-48
- Bill Durnan, 1948 (Styczeń – Kwiecień)

- Emile Bouchard, 1948-56
- Maurice Richard, 1956-60
- Doug Harvey, 1960-61
- Jean Beliveau, 1961-71
- Henri Richard, 1971-75
- Yvan Cournoyer, 1975-79
- Serge Savard, 1979-81
- Bob Gainey, 1981-89
- Guy Carbonneau & Chris Chelios, 1989-90 (Współ-kapitanowie)
- Guy Carbonneau, 1990-94
- Kirk Muller, 1994-95
- Mike Keane, 1995 (Kwiecień-Grudzień)
- Pierre Turgeon, 1995-96
- Vincent Damphousse, 1996-99
- Saku Koivu, 1999-2009
- Brian Gionta, 2010-2013
- Max Pacioretty od 2015

### Galeria Sław
| Galeria Sław klubu       |                 |         |             |                               |           |         |             |                    |           |         |             |
| Zawodnik                 | Narodwość       | Pozycja | Wprowadzony | Zawodnik                      | Narodwość | Pozycja | Wprowadzony | Zawodnik           | Narodwość | Pozycja | Wprowadzony |
| Howie Morenz             | Kanada          | C       | 1945        | Bill Durnan                   | Kanada    | G       | 1964        | Yvan Cournoyer     | Kanada    | RW      | 1982        |
| Georges Vezina           | Kanada          | G       | 1945        | Hector „Toe” Blake            | Kanada    | LW      | 1966        | Ken Dryden         | Kanada    | G       | 1983        |
| Aurel Joliat             | Kanada          | LW      | 1947        | Ken Reardon                   | Kanada    | D       | 1966        | Jacques Lemaire    | Kanada    | C       | 1984        |
| Newsy Lalonde            | Kanada          | C       | 1950        | Emile Bouchard                | Kanada    | D       | 1966        | Bert Olmstead      | Kanada    | RW      | 1985        |
| Joe Malone               | Kanada          | C       | 1950        | Elmer Lach                    | Kanada    | C       | 1966        | Serge Savard       | Kanada    | D       | 1986        |
| Sprague Cleghorn         | Kanada          | D       | 1958        | Tom Johnson                   | Kanada    | D       | 1970        | Jacques Laperriere | Kanada    | D       | 1987        |
| Herb Gardiner            | Kanada          | LW      | 1958        | Jean Beliveau                 | Kanada    | C       | 1972        | Guy Lafleur        | Kanada    | RW      | 1988        |
| Sylvio Mantha            | Kanada          | D       | 1960        | Bernard „Boom Boom” Geoffrion | Kanada    | RW      | 1972        | Bud O’Connor       | Kanada    | RW      | 1988        |
| Maurice „Rocket” Richard | Kanada          | RW      | 1961        | Doug Harvey                   | Kanada    | D       | 1973        | Bob Gainey         | Kanada    | LW      | 1992        |
| Joe Hall                 | Wielka Brytania | D       | 1961        | Dickie Moore                  | Kanada    | LW      | 1974        | Guy Lapointe       | Kanada    | D       | 1993        |
| George Hainsworth        | Kanada          | G       | 1961        | Jacques Plante                | Kanada    | G       | 1978        | Steve Shutt        | Kanada    | LW      | 1993        |
| Jack Laviolette          | Kanada          | D       | 1962        | Henri „Pocket Rocket” Richard | Kanada    | C       | 1979        | Larry Robinson     | Kanada    | D       | 1995        |
| Didier Pitre             | Kanada          | D       | 1962        | Lorne „Gump” Worsley          | Kanada    | G       | 1980        | Patrick Roy        | Kanada    | G       | 2006        |
| Albert „Babe” Siebert    | Kanada          | LW      | 1964        | Frank Mahovlich               | Kanada    | LW      | 1981        | Dick Duff          | Kanada    | LW      | 2006        |

### Zastrzeżone numery
Klub zastrzegł 13 numerów dla 14 graczy najwięcej spośród klubów NHL, i czwarty pod tym względem ze wszystkich klubów zawodowych w Ameryce Północnej. Wszyscy uhonorowani urodzili się w Kanadzie.
| 'Zastrzeżone numery zawodników klubu |                   |                      |       |                |                   |
| Numer                                | Zawodnik          | Data zastrzeżenia    | Numer | Zawodnik       | Data zastrzeżenia |
| 1                                    | Jacques Plante    | 7 października 1975  | 12    | Dickie Moore   | 12 listopada 2005 |
| 2                                    | Doug Harvey       | 26 października 1985 | 12    | Yvan Cournoyer | 12 listopada 2005 |
| 4                                    | Jean Beliveau     | 9 października 1971  | 16    | Henri Richard  | 10 grudnia 1975   |
| 5                                    | Bernard Geoffrion | 11 marca 2006        | 18    | Serge Savard   | 18 listopada 2006 |
| 7                                    | Howie Morenz      | 2 listopada 1937     | 19    | Larry Robinson | 19 listopada 2007 |
| 9                                    | Maurice Richard   | 6 października 1960  | 23    | Bob Gainey     | 23 lutego 2008    |
| 10                                   | Guy Lafleur       | 16 lutego 1985       | 29    | Ken Dryden     | 29 stycznia 2007  |

### Występy Mariusza Czerkawskiego
W sezonie 2002/2003 w klubie występował Polak Mariusz Czerkawski. W 43 meczach zdobył 14 pkt (5 goli i 9 asysty).